# Puig de Binilagant Nou
El puig de Binilagant Nou és un petit puig del massís de Randa, situat al terme municipal de Llucmajor, Mallorca, a la possessió de Binilagant Nou, de la qual pren el nom. Les cases d'aquesta possessió estan ubicades al vessant de tramuntana d'aquest puig. Forma part d'una petita serra allargada en direcció sud-oest—nord-est juntament amb el puig d'en Nadal, el puig de Son Cerdà, el puig de Binificat i el puig de sa Maimona. Tot el puig es troba cobert de pinar i el seu cim està situat a 271 m sobre el nivell de la mar.